# قدرة كهربائية
القدرة الكهربائية أو الاستطاعة الكهربائية (P) هي المعدل الزمني لتدفق الطاقة الكهربائية في دائرة كهربائية، والقدرة كمية وحدة قياسها حسب النظام الدولي للوحدات هي واط.
تحسب القدرة المفقودة بسبب المقاومة الكهربائية حسب قانون جول:
{\displaystyle P=V*I}
حيث
{\displaystyle P} هي القدرة واط
{\displaystyle V} هي الجهد على أي من طرفي المقاومة فولت
{\displaystyle I} هي التيار المار بالمقاومة أمبير
أو P=UI
حيت 
I : شدة التيار الكهربائي
U : التوتر الكهربائي
P: القدرة الكهربائية 
أو حسب القانونين المحورين من قانون أوم: U=RI{\displaystyle P=I^{2}R\,={\frac {V^{2}}{R}}\,}
{\displaystyle R} هي قيمة المقاومة أوم Ω

## أشكال القدرة

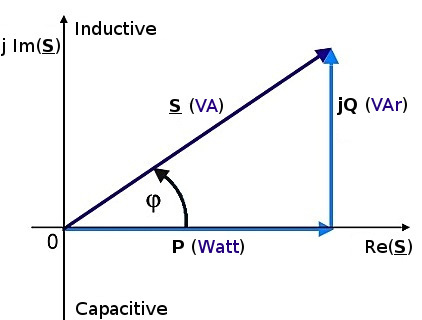
القدرة المركبة هي عبارة عن جمع اتجاهي بين القدرة الفعالة والقدرة المفاعلة

و تنقسم القدرة داخل الدوائر الكهربائية إلى:
- قدرة فعالة وحدتها واط (W).
- قدرة غير فعالة وحدتها الفار (var).
- قدرة مركبة وحدتها فولت. أمبير (VA).

و يمكن التعبير عن القدرة المركبة كالتالي:
{\displaystyle S=P+jQ\,\!} حيث j وحدة تخيلية
أو بشكل آخر حسب قانون فيثاغورس:
{\displaystyle S^{2}\,\!={P^{2}\,\!}+{Q^{2}\,\!}.}
و يمكن حساب القدرة الفعالة 
{\displaystyle P=v.i\left|\cos \phi \right|.}
حيث أن:
{\displaystyle \left|\cos \phi \right|.} هي معامل القدرة
و يمكن حساب القدرة غير الفعالة
{\displaystyle Q=v.i\left|\sin \phi \right|.}
والجدير بالذكر ان الاحمال المنزلية أو أن كهرباء البيوت تستهلك القدرة الفعالة p التي تقاس بالواط (W) وتحاسب شركة الكهرباء على ما استهلكة من القدرة الفعالة P بينما المصانع شركة الكهرباء تحاسبها على استهلاكها من القدرة الفعالة P والقدرة غير فعالة Q التي تقاس ب (var)